# Chrysotoxum rubzovi
Chrysotoxum rubzovi är en tvåvingeart som beskrevs av Violovitsh 1973. Chrysotoxum rubzovi ingår i släktet getingblomflugor, och familjen blomflugor.
Artens utbredningsområde är Kazakstan. Inga underarter finns listade i Catalogue of Life.